# Martensinus micronetiformis
Martensinus micronetiformis är en spindelart som beskrevs av Jörg Wunderlich 1973. Martensinus micronetiformis ingår i släktet Martensinus och familjen täckvävarspindlar.
Artens utbredningsområde är Nepal. Inga underarter finns listade i Catalogue of Life.